# Eclissi solare del 2 ottobre 1978
L'eclissi solare del 2 ottobre 1978 è un evento astronomico che ha avuto luogo il suddetto giorno attorno alle ore 6.28 UTC. L'eclissi, di tipo parziale, è stata visibile in alcune parti dell'Europa (Scandinavia) e dell'Asia.
L'eclissi del 2 ottobre 1978 divenne la seconda eclissi solare nel 1978 e la 179ª nel XX secolo. La precedente eclissi solare si è verificata il 7 aprile 1978, la seguente il 26 febbraio 1979.

## Eclissi correlate

### Eclissi solari 1975 - 1978
Questa eclissi è un membro di una serie semestrale. Un'eclissi in una serie semestrale di eclissi solari si ripete approssimativamente ogni 177 giorni e 4 ore (un semestre) in nodi alternati dell'orbita della Luna.